# Celostní motorický test
Celostní motorický test (známý též[zdroj?] jako Jacíkův test) je jednoduchou a rychlou prověrkou tělesné zdatnosti jedince.

## Provedení
Testovaná osoba provádí tento pohybový cyklus: 1. stoj spatný, 2. leh na břiše, 3. stoj spatný, 4. leh na zádech. Sestavu provádí co nejrychleji 2 minuty.

## Pokyny a pravidla
Každá poloha musí být provedena přesně (ve stoji je trup vzpřímený, kolena napnutá; v lehu na břiše se hrudník dotýká podložky; v lehu na zádech se dotýkají paty a lopatky). Způsob přechodu mezi polohami je libovolný. Za každou provedenou polohu je započítán bod. Výsledný výkon je dán součtem správně provedených poloh v čase 2 minut. Cvičení lze přerušit, časový limit testu běží dále.

## Výsledky

### Muži
| Věk   | Slabý  | Dobrý | Výborný |
| ----- | ------ | ----- | ------- |
| 6–7   | pod 59 | 59–77 | nad 77  |
| 8–9   | pod 60 | 60–79 | nad 79  |
| 10–11 | pod 65 | 65–83 | nad 83  |
| 12–14 | pod 67 | 67–87 | nad 87  |
| 15–17 | pod 74 | 74–92 | nad 92  |
| 18–29 | pod 70 | 70–90 | nad 90  |
| 30–39 | pod 66 | 66–86 | nad 86  |
| 40–49 | pod 62 | 62–81 | nad 81  |
| 50–60 | pod 57 | 57–74 | nad 74  |

### Ženy
| Věk   | Slabý  | Dobrý | Výborný |
| ----- | ------ | ----- | ------- |
| 6–7   | pod 56 | 56–72 | nad 72  |
| 8–9   | pod 59 | 59–76 | nad 76  |
| 10–11 | pod 61 | 61–79 | nad 79  |
| 12–14 | pod 62 | 62–79 | nad 79  |
| 15–17 | pod 63 | 63–79 | nad 79  |
| 18–29 | pod 61 | 61–76 | nad 76  |
| 30–39 | pod 58 | 58–74 | nad 74  |
| 40–49 | pod 52 | 52–68 | nad 68  |
| 50–60 | pod 46 | 46–62 | nad 62  |